# EA-41
L’EA-41 est une fusée expérimentale développée par la France à partir de 1941. C'est la première fusée à propergol liquide développée en France.

## Conception et développement
Avant la Seconde Guerre mondiale, le commandant Jean-Jacques Barré qui avait travaillé avec Robert Esnault-Pelterie, travaillait au Service technique de l'artillerie sur un projet d'arme antiaérienne connut sous le nom d' « obus-fusée ». L'engin utilisait un moteur brûlant du kérosène et du peroxyde d'azote. Ses recherches sont interrompues par la défaite de 1940. Elles ne peuvent reprendre qu'en décembre 1940 en zone libre sont le contrôle du Service central des marchés et de l’approvisionnement.
Elles portent alors sur un fusée utilisant un mélange d'éther de pétrole et d'oxygène liquide. Celle-ci est définie comme pouvant porter une charge militaire de 25 kg à 100 km pour une masse de 100 kg. Elle est baptisée EA-41 pour « Engin autopropulsé modèle 1941 ». Le projet est présenté au ministère de la Guerre et convainc, 22 exemplaires sont commandés en juillet 1941 sous l'appellation de « gazogénérateurs » afin de camoufler le véritable but des engins.
Les premiers essais statiques ont lieu en secret le 15 novembre 1941 au camp du Larzac puis sont poursuivis au fort de Vancia près de Lyon. Ces essais menés sont menés jusqu'en septembre 1942, ils montrent que le moteur délivre un poussée de 8 kN alors que 10 kN sont espérés. Les essais doivent se poursuivre en Algérie française mais l'invasion de la zone libre par les Allemands en représailles au débarquement allié en Afrique du Nord, l'en empêche. Le commandant Barré est contraint de passer à la clandestinité et les essais ne peuvent reprendre qu'en mars 1945. Le premier tir a lieu le 15 mars 1945 sur le site  de l'Établissement d'expériences techniques de la Renardière sur la presqu'île de Saint-Mandrier mais la fusée explose 5 secondes après le décollage, ce tir bien que raté constitue le premier tir d'une fusée à propergol liquide française. Le lendemain, le second tir est un échec. Le 6 juillet, trois tirs sont effectués dont deux succès partiels avec des portées de 10 et 60 km,. Les deux derniers lancements échouent en juillet 1946.

## Les dérivés
En 1946, une réplique à plus grande échelle, baptisée EA-46, sera développée avec pour objectif d'envoyer une charge de 300 kg à 500/1 000 km. Ce dérivé n'étant pas satisfaisant, le carburant, de l’éther de pétrole, est remplacé par de l'alcool éthylique et il prend alors le nom d'EOLE.
Un autre dérivé de l'EA-41 fut envisagé en vue de fournir une fusée-sonde plus performante pour la météorologie nationale. Ce projet est étudié par le LRBA sous la désignation « Étude 4209 » ou engin ONM (pour Office national de la météorologie). Ce projet est un échec et est rapidement abandonné.